# Puig Castellar (el Brull)
|  | Per a altres significats, vegeu «Puig Castellar». |

El Puig Castellar és una muntanya de 980 metres que es troba al municipi d'El Brull, a la comarca catalana d'Osona.